# Église Saint-Jean-Baptiste de Buhl
L'église Saint-Jean-Baptiste est un monument historique situé à Buhl, dans le département français du Haut-Rhin.

## Localisation
Ce bâtiment est situé place de l'Église à Buhl.

## Historique
L'édifice fait l'objet d'un classement au titre des monuments historiques depuis 1863.

## Architecture

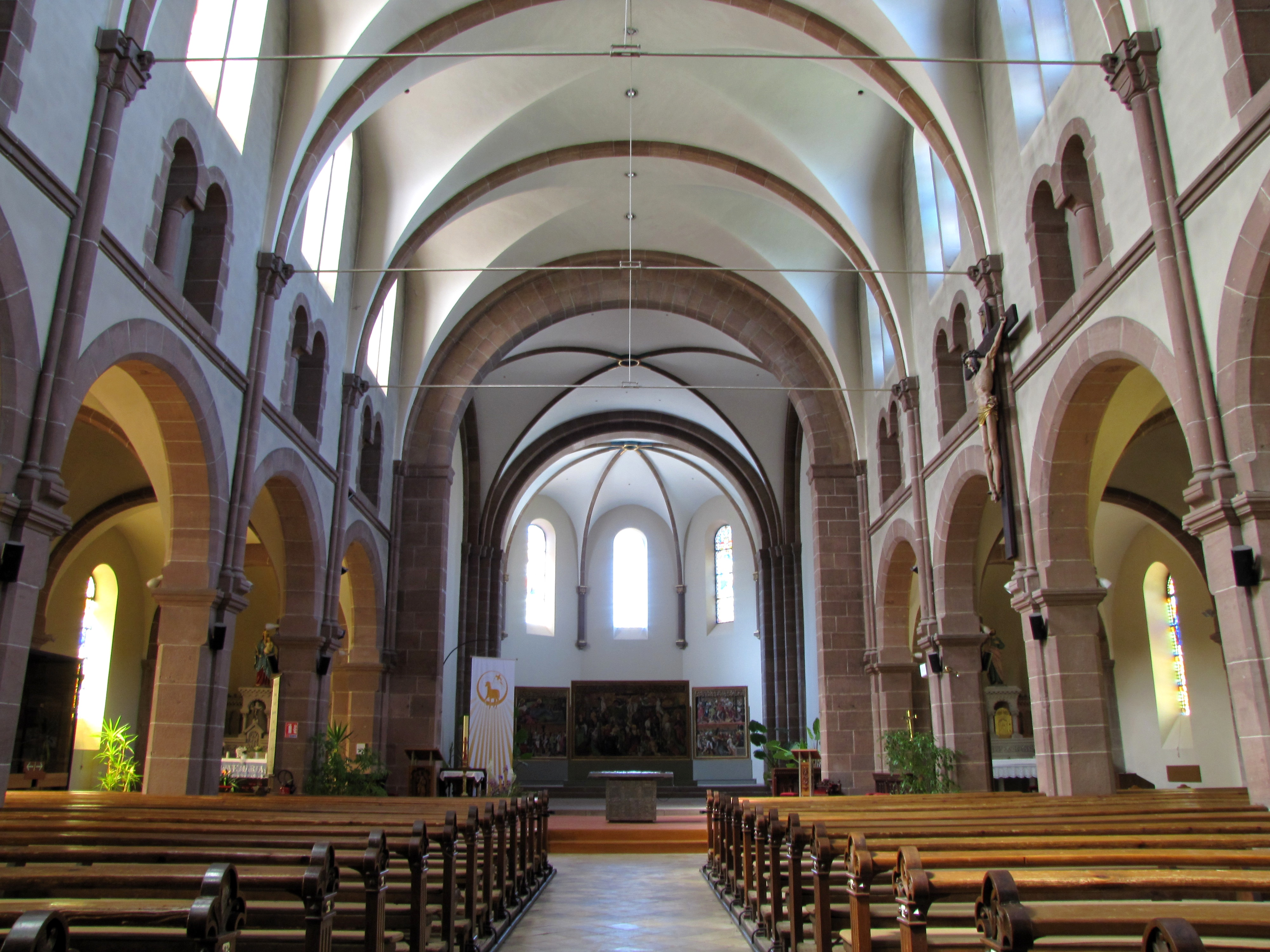
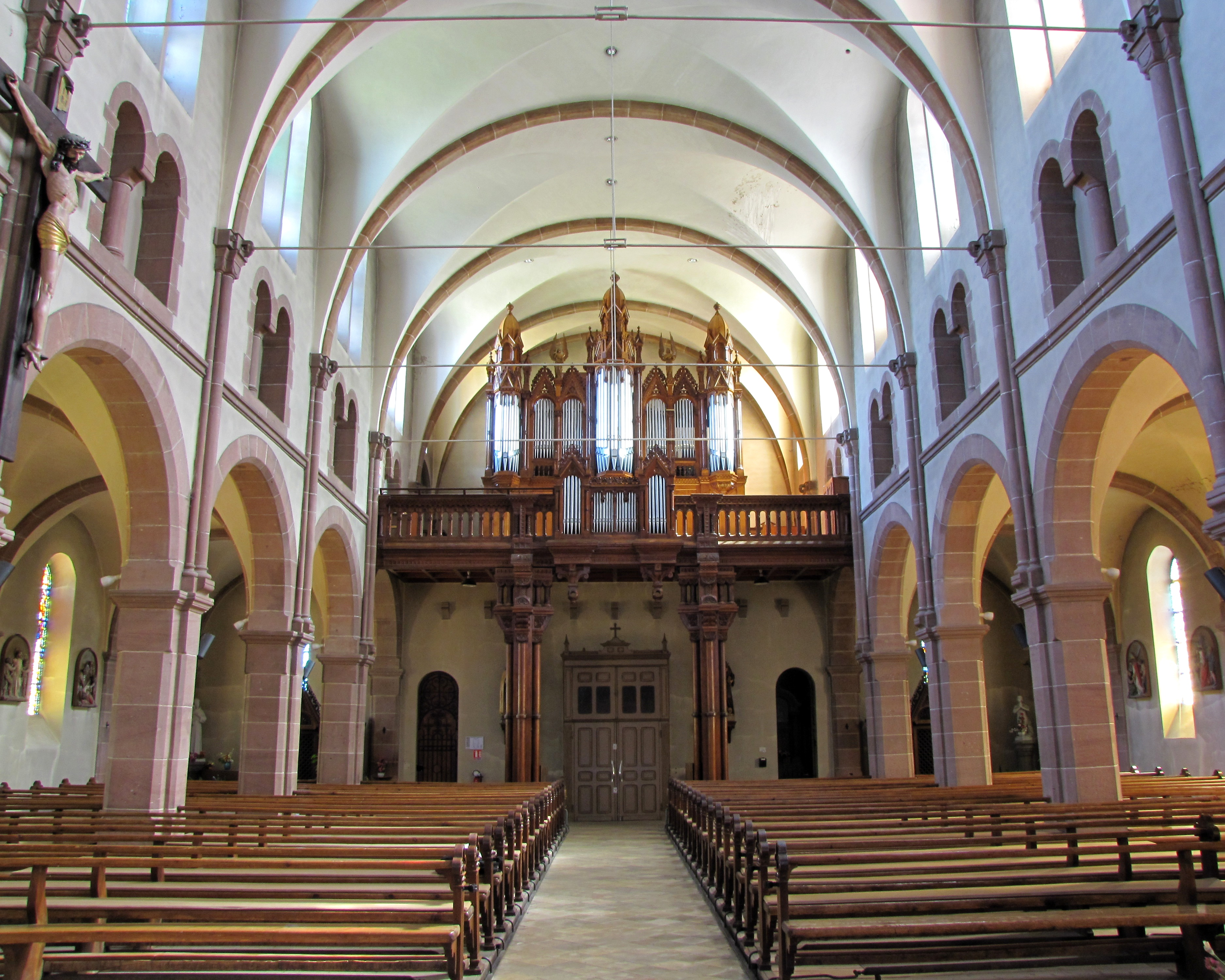
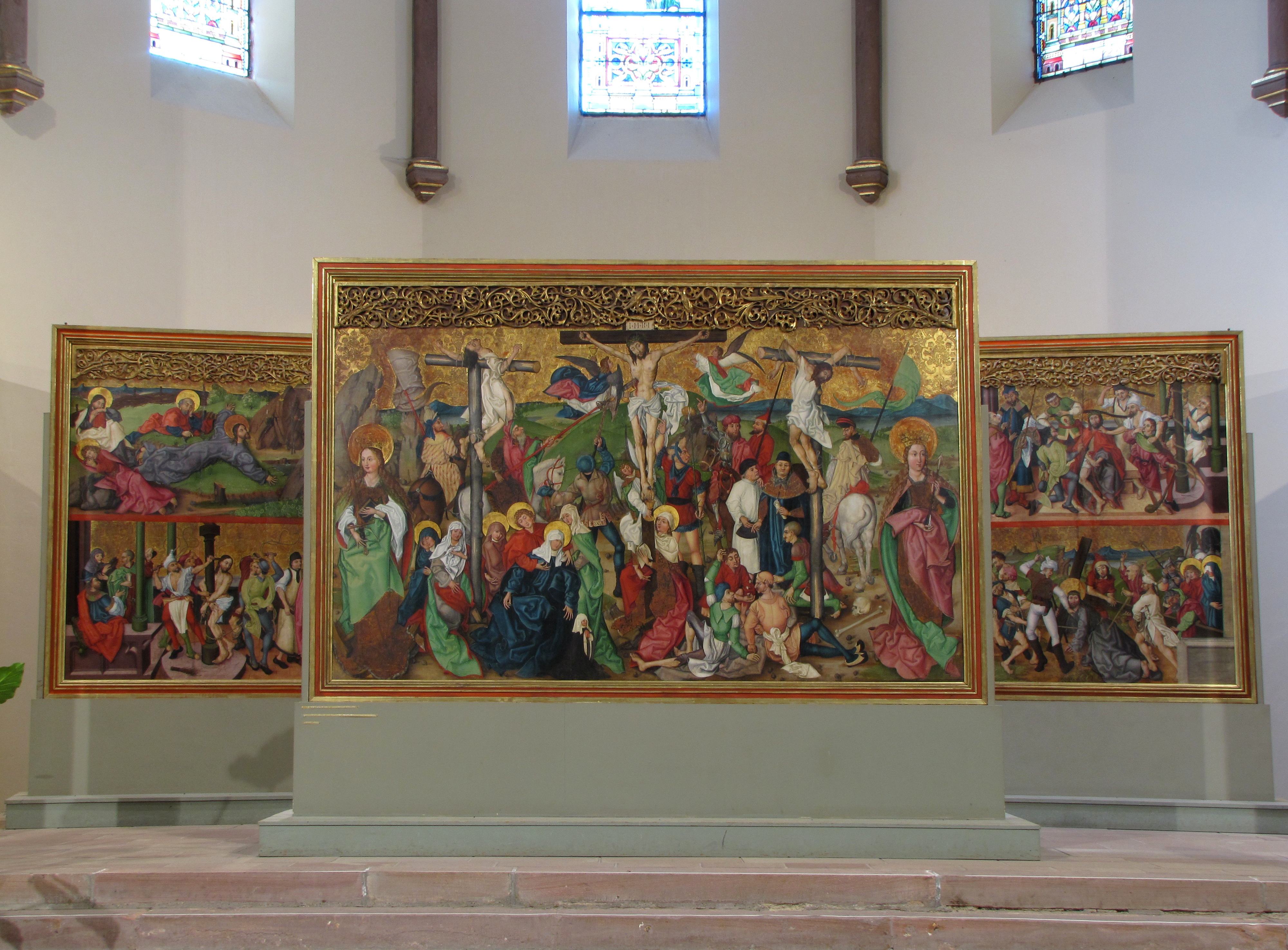
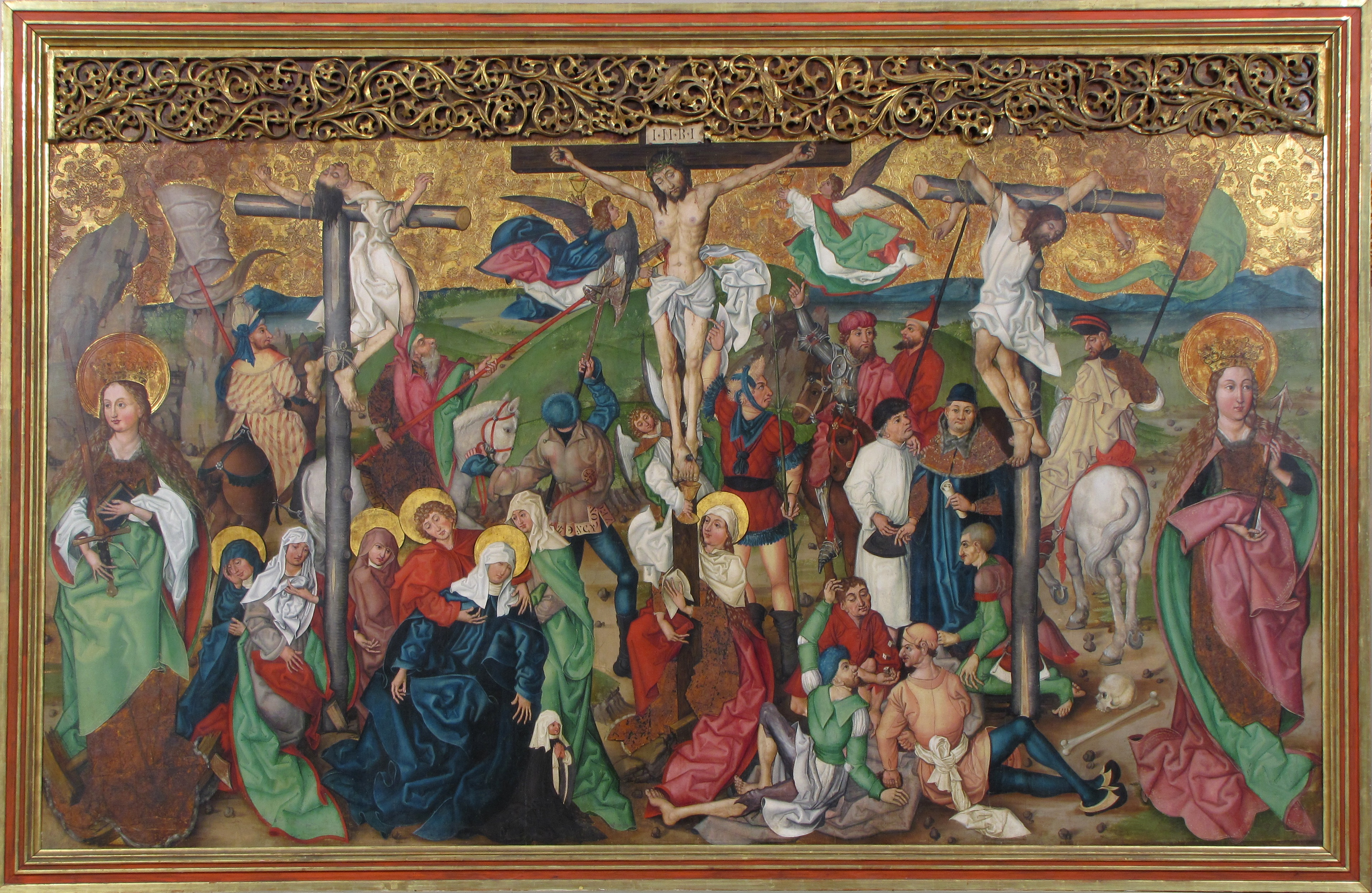